# Boljevac
Boljevac ist eine Kleinstadt mit rund 3300 Einwohnern im Okrug Zaječar. Sie ist der Verwaltungssitz der Opština Boljevac. Im Süden grenzt der Vorort Boljevac Selo an sie an.

## Demographie
Die Mehrheit der Boljevacer betrachten sich als Serben es gibt kleinere Minderheiten von Walachen und Roma.
| Zensusjahr | Einwohner | Bemerkungen /Referenzen |
| ---------- | --------- | ----------------------- |
| 1948       | 1083      | [ 1 ]                   |
| 1953       | 1259      | [ 1 ]                   |
| 1961       | 1400      | [ 1 ]                   |
| 1971       | 2288      | [ 1 ]                   |
| 1981       | 3298      | [ 1 ]                   |
| 1991       | 3926      | [ 1 ]                   |
| 2002       | 3784      | [ 1 ]                   |
| 2011       | 3333      | [ 1 ]                   |